# Nemoria zygotaria
Nemoria zygotaria là một loài bướm đêm trong họ Geometridae.